# アナヒド・アジェミアン
アナヒド・アジェミアン（Anahid Ajemian、1924年1月26日 - 2016年6月13日）は、アメリカ出身の女性ヴァイオリン奏者。
マンハッタンの出身。音楽芸術研究所でヴァイオリンを学び、ベルギー出身のエドゥアール・デティエの指導も受けた。1946年にナウムバーグ国際音楽コンクールで入賞している。1948年にレコード・プロデューサーのジョージ・アヴァキアンと結婚。1960年代半ばにコンポーザーズ弦楽四重奏団を結成し、ルース・クロフォード＝シーガー、ミルトン・バビット、ヘンリー・ワインバーグ等、アメリカのコンテンポラリーな作曲家の作品を多く取り上げた。
マンハッタンにて没。